# Phorinia aduncata
Phorinia aduncata är en tvåvingeart som beskrevs av Takuji Tachi och Hiroshi Shima 2006. Phorinia aduncata ingår i släktet Phorinia och familjen parasitflugor.
Artens utbredningsområde är Nepal. Inga underarter finns listade i Catalogue of Life.